# Страткона
Графство Страткона (англ. Strathcona County) — спеціалізований муніципалітет в Канаді, у провінції Альберта.

## Населення
За даними перепису 2016 року, спеціалізований муніципалітет нараховував 98044 жителів, показавши зростання на 6%, порівняно з 2011-м роком. Середня густина населення становила 82,9 осіб/км².
З офіційних мов обидвома одночасно володіли 6 745 жителів, тільки англійською — 90 505, тільки французькою — 50, а 240 — жодною з них. Усього 8,605 осіб вважали рідною мовою не одну з офіційних, з них 25 — одну з корінних мов, а 835 — українську.
Працездатне населення становило 72,1% усього населення, рівень безробіття — 6,5% (7,4% серед чоловіків та 5,5% серед жінок). 85,8% були найманими працівниками, 13,1% — самозайнятими.
Середній дохід на особу становив $80 319 (медіана $53 403), при цьому для чоловіків — $109 345, а для жінок $51 737 (медіани — $72 503 та $39 515 відповідно).
28,4% мешканців мали закінчену шкільну освіту, не мали закінченої шкільної освіти — 12,7%, 58,9% мали післяшкільну освіту, з яких 35,5% мали диплом бакалавра, або вищий, 435 осіб мали вчений ступінь.
| Статево-вікова структура населення | Статево-вікова структура населення | Статево-вікова структура населення | Статево-вікова структура населення | Статево-вікова структура населення |
| ---------------------------------- | ---------------------------------- | ---------------------------------- | ---------------------------------- | ---------------------------------- |
|                                    |                                    |                                    |                                    |                                    |
| Всього                             | Всього                             | 49,6%50,4%                         |                                    |                                    |
| 0 — 14 років                       | 0 — 14 років                       |                                    | 19%                                | 19%                                |
| 15 — 64 років                      | 15 — 64 років                      |                                    | 67%                                | 67%                                |
| 65 і більше                        | 65 і більше                        |                                    | 14%                                | 14%                                |
| 85 і більше                        | 85 і більше                        |                                    | 1,2%                               | 1,2%                               |
| 100 і більше                       | 100 і більше                       |                                    | 0%                                 | 0%                                 |
| Середній вік (років)               | Середній вік (років)               | 38,839,7                           | 39,2                               | 39,2                               |
| Медіана (років)                    | Медіана (років)                    | 39,640,6                           | 40,1                               | 40,1                               |
| — чоловіки — жінки                 |                                    |                                    |                                    |                                    |

| Походження мешканців:     | Походження мешканців:     | Походження мешканців: | Походження мешканців: | Походження мешканців: |
| ------------------------- | ------------------------- | --------------------- | --------------------- | --------------------- |
| Походження                |                           |                       | осіб                  | %                     |
| Корінні американці        | Корінні американці        |                       | 5 200                 | 5.36%                 |
| Інше північноамериканське | Інше північноамериканське |                       | 26 885                | 27.71%                |
| Європейське               | Європейське               |                       | 79 170                | 81.6%                 |
| британське                | британське                |                       | 48 290                | 49.77%                |
| французьке                | французьке                |                       | 13 605                | 14.02%                |
| українське                | українське                |                       | 17 435                | 17.97%                |
| Карибське                 | Карибське                 |                       | 420                   | 0.43%                 |
| Латинськоамериканське     | Латинськоамериканське     |                       | 890                   | 0.92%                 |
| Африканське               | Африканське               |                       | 1 015                 | 1.05%                 |
| Азійське                  | Азійське                  |                       | 6 230                 | 6.42%                 |
| Океанійське               | Океанійське               |                       | 390                   | 0.4%                  |

| Зайнятість населення за галузями (за класифікацією NOC): | Зайнятість населення за галузями (за класифікацією NOC): | Зайнятість населення за галузями (за класифікацією NOC): | Зайнятість населення за галузями (за класифікацією NOC): | Зайнятість населення за галузями (за класифікацією NOC): |
| -------------------------------------------------------- | -------------------------------------------------------- | -------------------------------------------------------- | -------------------------------------------------------- | -------------------------------------------------------- |
|                                                          |                                                          |                                                          |                                                          |                                                          |
| Управління                                               | Управління                                               |                                                          | 14%                                                      | 14%                                                      |
| Бізнес, фінанси та адміністрування                       | Бізнес, фінанси та адміністрування                       |                                                          | 17,5%                                                    | 17,5%                                                    |
| Природничі та прикладні науки                            | Природничі та прикладні науки                            |                                                          | 7,6%                                                     | 7,6%                                                     |
| Охорона здоров'я                                         | Охорона здоров'я                                         |                                                          | 7,1%                                                     | 7,1%                                                     |
| Освіта, правозахист, муніципальні та урядові служби      | Освіта, правозахист, муніципальні та урядові служби      |                                                          | 10,7%                                                    | 10,7%                                                    |
| Мистецтво, культура, відпочинок та спорт                 | Мистецтво, культура, відпочинок та спорт                 |                                                          | 2,3%                                                     | 2,3%                                                     |
| Роздрібна торгівля та послуги                            | Роздрібна торгівля та послуги                            |                                                          | 18,1%                                                    | 18,1%                                                    |
| Гуртова торгівля, транспорт та обладнання                | Гуртова торгівля, транспорт та обладнання                |                                                          | 17,3%                                                    | 17,3%                                                    |
| Природні ресурси, сільське господарство                  | Природні ресурси, сільське господарство                  |                                                          | 2,4%                                                     | 2,4%                                                     |
| Виробництво                                              | Виробництво                                              |                                                          | 3%                                                       | 3%                                                       |

## Населені пункти
До складу спеціалізованого муніципалітету входить місто Форт-Саскачеван, а також хутори, інші малі населені пункти та розосереджені поселення.

## Клімат
Середня річна температура становить 3°C, середня максимальна – 21,5°C, а середня мінімальна – -19°C. Середня річна кількість опадів – 478 мм.
| Клімат поселення                              | Клімат поселення | Клімат поселення | Клімат поселення | Клімат поселення | Клімат поселення | Клімат поселення | Клімат поселення | Клімат поселення | Клімат поселення | Клімат поселення | Клімат поселення | Клімат поселення | Клімат поселення |
| Показник                                      | Січ.             | Лют.             | Бер.             | Квіт.            | Трав.            | Черв.            | Лип.             | Серп.            | Вер.             | Жовт.            | Лист.            | Груд.            |                  |
| Середній максимум, °C                         | −6,96            | −3,5             | 1,81             | 10,08            | 16,52            | 20,79            | 21,46            | 20,50            | 15,14            | 9,38             | 0,04             | −5,7             |                  |
| Середня температура, °C                       | −12,97           | −9,5             | −4,19            | 4,07             | 10,50            | 14,79            | 16,91            | 15,96            | 10,58            | 4,82             | −4,5             | −10,24           |                  |
| Середній мінімум, °C                          | −18,96           | −15,53           | −10,22           | −1,95            | 4,50             | 8,78             | 12,36            | 11,40            | 6,04             | 0,27             | −9,04            | −14,79           |                  |
| Норма опадів, мм                              | 23               | 13               | 20               | 29               | 48               | 85               | 96               | 62               | 42               | 21               | 20               | 19               |                  |
| Середньомісячна швидкість вітру, м/с          | 3.19             | 3.20             | 3.38             | 3.64             | 3.70             | 3.30             | 3.10             | 2.90             | 3.10             | 3.40             | 3.30             | 3.23             |                  |
| Середньомісячна сонячна радіація, кДж/м²·день | 3483             | 7060             | 12146            | 17154            | 20519            | 21802            | 22081            | 18594            | 12629            | 7485             | 3818             | 2602             |                  |
| --------------------------------------------- | ---------------- | ---------------- | ---------------- | ---------------- | ---------------- | ---------------- | ---------------- | ---------------- | ---------------- | ---------------- | ---------------- | ---------------- | ---------------- |
| Джерело:                                      |                  |                  |                  |                  |                  |                  |                  |                  |                  |                  |                  |                  |                  |